# Бургшталлер, Алоис
Алоис Бургшталлер (нем. Alois Burgstaller; 22 сентября 1871, Хольцкирхен — 19 апреля 1945, Гмунд-ам-Тегернзе) — немецкий оперный певец (тенор).
Работал учеником часовщика в своём родном городке. Певческий талант юноши был замечен во время самодеятельного оперного спектакля, он был представлен дирижёру Герману Леви, а через него — Козиме Вагнер. По инициативе вдовы Рихарда Вагнера молодой человек был направлен для профессионального вокального образования сперва во Франкфурт-на-Майне, а затем в Байройт в школу вокалистов Юлиуса Книзе. В 1894 году он дебютировал на Байройтском фестивале в маленьких партиях (Генрих в «Тангейзере» и Первый рыцарь в «Парсифале»), а в 1896 году уже спел партию Зигфрида в одноимённой опере и в «Гибели богов». Ромен Роллан вспоминал, что при своём дебюте Бургшталлер
внёс в эту роль пылкость и угловатость, чудесно согласующиеся с воплощаемым им образом. Я помню, с какой горячностью, казавшейся непритворной, он изображал героического кузнеца, трудясь, как настоящий рабочий: раздувал огонь своим дыханием, раскалял докрасна лезвие, окунал его в дымящуюся воду и ковал на наковальне со взрывами гомерического веселья.

В последующие несколько лет Бургшталлер продолжал выступать в Байройте в этой партии, а также в партиях Зигмунда («Валькирия»), Фро («Золото Рейна»), Эрика («Летучий голландец») и Парсифаля («Парсифаль»). Зигфрида, Зигмунда и Эрика он пел также во многих других европейских оперных театрах, в том числе в Париже, Лондоне, Амстердаме, Цюрихе, Будапеште и Москве — рецензируя московское выступление Бургшталлера, А. Б. Гольденвейзер отозвался о нём скептически:
Бургсталлер, певший Зигмунда и Зигфрида, обладает сильным, но малоприятным тенором; игра его, преувеличенно подвижная, производила неприятное впечатление, а иногда делалось просто совестно за такого большого человека, резвящегося по сцене как мальчик до десятилетнего возраста.
В 1903 г. Бургшталлер отправился в США и дебютировал 12 февраля как Зигмунд на сцене Метрополитен-опера. Он оставался солистом Метрополитен до 1909 года, гастролируя также по всей стране (Сан-Франциско, Лос-Анджелес, Бостон, Филадельфия, Чикаго, Питсбург). Наибольший резонанс вызвала постановка 24 декабря 1903 года «Парсифаля» — первое сценическое исполнение этой оперы Вагнера за пределами Байройта; завещание Вагнера это запрещало, но юристы Метрополитен опротестовали его в американском суде. После этого спектакля Козима Вагнер запретила Бургшталлеру и другим его участникам когда-либо выступать в Байройте. Однако в конечном итоге этот запрет был снят для Бургшталлера, и в 1908—1909 гг. он ещё выступил там. Однако уже с 1907 года критика писала о том, что его голосовые данные заметно пострадали, и в 1909 г. певец завершил карьеру.
Имя Бургшталлера носит улица в его родном городе, там он и похоронен.